# اریک بنار
اریک بنار (فرانسوی: Éric Besnard‎؛ ۱۵ مارس ۱۹۶۴) کارگردان و فیلم‌نامه‌نویس اهل فرانسه است.

## فیلم‌شناسی

### کارگردان
- ۱۹۹۹: Le Sourire du clown
- ۲۰۰۸: وجه نقد
- ۲۰۱۰: 600 kilos d'or pur
- ۲۰۱۲: قهرمانان من
- ۲۰۱۵: طعم شگفتی‌ها
- ۲۰۲۰: L'Esprit de famille
- ۲۰۲۱: Délicieux
- ۲۰۲۳: یک دوست بزرگ

### فیلم‌نامه‌نویس
- ۲۰۰۴: کامیون حمل پول
- ۲۰۰۵: L'Antidote
- ۲۰۰۵: Travaux, on sait quand ça commence...
- ۲۰۰۸: Le Nouveau Protocole
- ۲۰۰۸: بابلیون ای.دی
- ۲۰۰۸: وجه نقد
- ۲۰۱۰: L'Italien, d'Olivier Baroux
- ۲۰۱۰: 600 kilos d'or pur
- ۲۰۱۲: قهرمانان من
- ۲۰۱۲: À l'aveugle
- ۲۰۱۵: بین دوستان
- ۲۰۱۵: ساخت فرانسه
- ۲۰۱۸: امپراطوری از پاریس
- ۲۰۲۰: L'Esprit de famille
- ۲۰۲۱: Délicieux
- ۲۰۲۴: Comme un fils